# Naturschutzgebiet Orbroich
Koordinaten: 51° 23′ 44″ N, 6° 30′ 16″ O

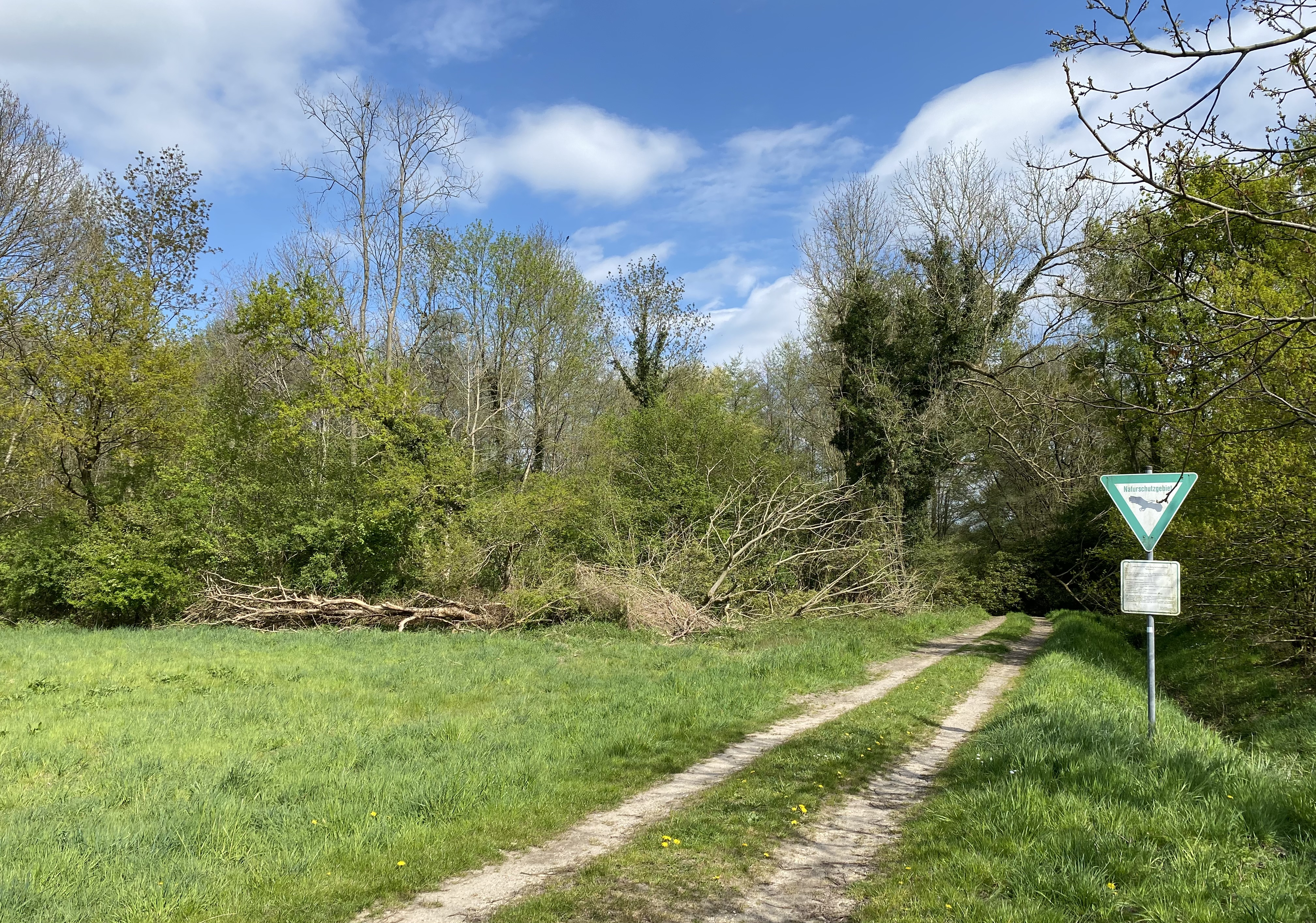
Naturschutzgebiet Orbroich (April 2022)

Das Naturschutzgebiet Orbroich liegt auf dem Gebiet der kreisfreien Stadt Krefeld in Nordrhein-Westfalen. Das Gebiet erstreckt sich nordwestlich der Kernstadt von Krefeld und südlich von Vinnbrück zu beiden Seiten der B 9. Westlich schließt sich im Bachverlauf auf Kempener Gebiet das Naturschutzgebiet Tote Rahm an.

## Bedeutung
Das etwa 99,7 ha große Gebiet als Teil der Streusiedlung Orbroich wurde im Jahr 1988 unter der Schlüsselnummer KR-007 unter Naturschutz gestellt. Hauptentwicklungsziel ist die Optimierung eines strukturreichen Lebensraum-Komplexes aus extensivem Grünland, Röhrichten, Stillgewässern, Bruchwäldern, Niederwäldern, naturnahen Waldbeständen, Hecken und Kopfweidenreihen.